# Tiếng Bắc Sami

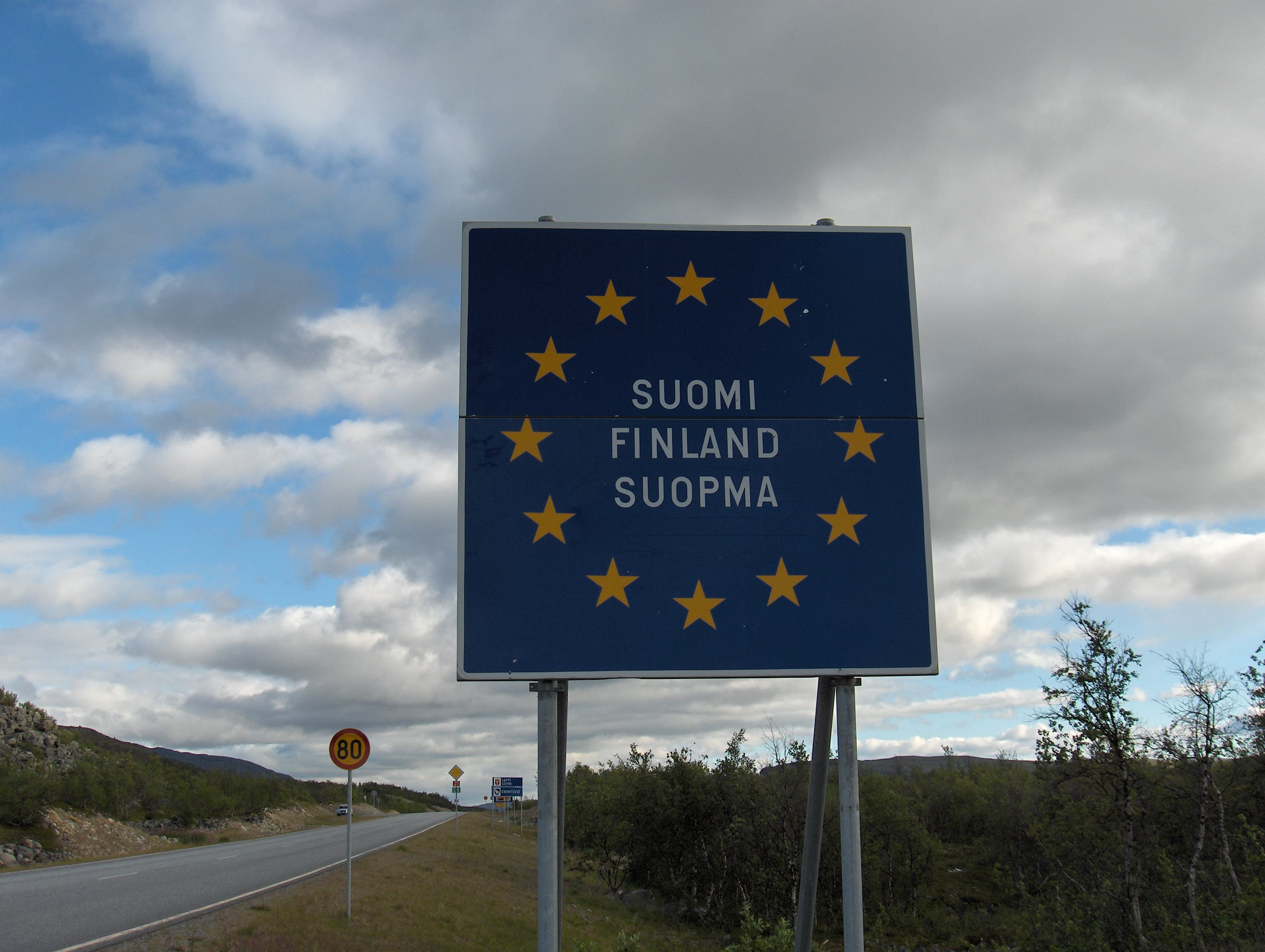
Biển báo biên giới 3 ngôn ngữ (tiếng Phần Lan, tiếng Thụy Điển và tiếng Bắc Sami) trên tuyến đường E8 tại biên giới giữa Na Uy và Phần Lan, ở Kilpisjärvi, Phần Lan.

Tiếng Bắc Sami (Sámegiella hoặc Davvisámegiella, trước đây Davvisámi hoặc Davvisaami) là ngôn ngữ được nói nhiều nhất của nhóm ngôn ngữ Sami. Khu vực nói tiếng Bắc Sami bao gồm các khu vực thuộc miền bắc Na Uy, Thụy Điển và Phần Lan. Số lượng người nói tiếng Bắc Sami được ước tính là khoảng từ 15.000 đến 25.000 người. Khoảng 2.000 người nói ngôn ngữ này sinh sống ở Phần Lan và khoảng độ từ 5.000 và 6.000 người sinh sống tại Thụy Điển, và những người còn lại sinh sống ở Na Uy.

## Lịch sử
Trong số các văn bản in bằng tiếng Sami đầu tiên là Swenske och Lappeske ABC Book ("cuốn sách ABC tiếng Thụy Điển và tiếng Lapp"), viết bằng tiếng Thụy Điển, có một văn bản trong đó có thể được viết tiếng Bắc Sami. Nó được mô tả là sách đầu tiên "có phần viết bằng tiếng Sami". Có hai ẩn bản của sách này được xuất bản (1638 và 1640) và có 30 trang cầu nguyện và tuyên xưng đức tin Tin Lành.
Tiếng Bắc Sami được mô tả lần đầu tiên bởi Knud Leem (En lappisk Grammatica efter den Dialect, som bruges af Field-Lapperne udi Porsanger-Fiorden) vào năm 1748 và trong từ điển năm 1752 và 1768. Một trong những nhà ngữ pháp học đồng bào Leem là Anders Porsanger, người học tại trường Nhà thờ chính tòa Trondheim và các trường khác, nhưng những người đã không thể công bố tác phẩm của mình bằng tiếng Sami do thái độ phân biệt chủng tộc vào thời điểm đó. Thật không may, phần lớn các tác phẩm của ông đã biến mất.
Năm 1832, Rasmus Rask đã soạn sách có ảnh hưởng lớn Ræsonneret lappisk Sproglære ('Ngữ pháp tiếng Sami hợp lý'), trong đó chính tả của tiếng Bắc Sami được dựa trên ký hiệu của ông (theo E. N. Setälä)
Không có cuộc điều tra người nói theo đô thị hay hạt ở Na Uy chính thức nào trên toàn quốc được thực hiện (tuy nhiên có cuộc điều tra năm 2000 cho thấy người nói tiếng Sami tại Kautokeino và Karasjok chiếm lần lượt là 96% và 94%); nếu tỷ lệ phần trăm vẫn chính xác tính đến cuộc điều tra dân số năm 2022 thì điều này sẽ dẫn đến lần lượt có 2.761 và 2.428 người nói tiếng Sami (trong đó tiếng Bắc Sami chiếm hầu hết cả người nói). Dù Tromsø có số cử tri lớn nhất trong cuộc bầu cử quốc hội người Sami ở Na Uy năm 2021 (tính đến năm 2019), nó không có số liệu thống kê các người nói. Có một truyền thuyết đô thị phổ biến là Oslo có dân số người Sami lớn nhất mặc dù không ở gần khu vực Sápmi cốt lõi, nhưng nó chỉ có số lượng cử tri lớn thứ 5 vào năm 2019.

### Đồng hóa
Trong cuộc xung đột Alta có một sự động viên lớn cũng như môi trường chính trị khoan dung hơn đã gây ra sự thay đổi trong chính sách đồng hóa của Na Uy trong những thập kỷ cuối của thế kỉ XX. Tiếng Bắc Sami hiện là ngôn ngữ chính thức của hạt Troms và Finnmark và 8 đô thị (Guovdageaidnu, Kárášjohka, Unjárga, Deatnu, Porsáŋgu, Gáivuotna, Loabák và Dielddanuorri). Người Sami sinh trước 1977 chưa từng học viết tiếng Sami theo cách viết đang được sử dụng ở trường nên chỉ mấy năm gần đây mới có người Sami viết được tiếng của mình cho nhiều vị trí hành chính khác nhau.
Vào những năm 1980, dựa trên cơ sở hệ thống chữ nổi Scandinavi, chữ Braille Bắc Sami được hình thành với việc bổ sung 7 chữ cái (á, č, đ, ŋ, š, ŧ, ž) bắt buộc trong chính tả tiếng Bắc Sami.

## Ngữ âm

### Phụ âm
Tiếng Bắc Sami có kho phụ âm đa dạng với nhiều âm hữu thanh. Một số phân tích về âm vị học tiếng Bắc Sami có thể bao gồm các âm tắc bật hơi trước và âm xát (/hp/, /ht/, /ht͡s/, /ht͡ʃ/, /hk/) và các âm mũi tắc trước hoặc tiền thanh hầu hóa (vô thanh: /pm/, /tn/, /tɲ/, /kŋ/; hữu thanh: /bːm/, /dːn/, /dːɲ/, /ɡːŋ/). Tuy nhiên những âm này có thể được coi là cụm phụ âm, vì chúng rõ ràng bao gồm hai đoạn và chỉ đoạn đầu tiên trong số này kéo dài trong âm lượng 3. Các thuật ngữ "bật hơi trước" và "tắc trước" sẽ được sử dụng trong bài viết này để mô tả các âm ghép một cách tiện lợi hơn.
|               |             | Môi-môi | Răng | Lợi | Sau lợi | Ngạc cứng | Ngạc mềm |
| ------------- | ----------- | ------- | ---- | --- | ------- | --------- | -------- |
| Mũi           | hữu thanh   | m       | n    |     |         | ɲ         | ŋ        |
| Mũi           | vô thanh    | m̥       | n̥    |     |         |           | (ŋ̥)      |
| Bật / Tắc xát | vô thanh    | p       | t    | t͡s  | t͡ʃ      | c         | k        |
| Bật / Tắc xát | hữu thanh   | b       | d    | d͡z  | d͡ʒ      | ɟ         | ɡ        |
| Bật / Tắc xát | bật hơi sau | pʰ      | tʰ   |     |         |           | kʰ       |
| Xát           | vô thanh    | f       | θ    | s   | ʃ       |           | h        |
| Xát           | hữu thanh   | v       | ð    |     |         |           |          |
| Bán nguyên âm | hữu thanh   | v       |      |     |         | j         |          |
| Bán nguyên âm | vô thanh    |         |      |     |         | j̥         |          |
| Bên           | hữu thanh   |         |      | l   |         | ʎ         |          |
| Bên           | vô thanh    |         |      | l̥   |         |           |          |
| Rung          | hữu thanh   |         |      | r   |         |           |          |
| Rung          | vô thanh    |         |      | r̥   |         |           |          |

Chú ý:
- Khi âm tắc vô thanh đứng liền kề với âm hữu thanh (đôi khi đứng đầu từ), chúng có tha hữu thanh hoặc hữu thanh một phần.
- Âm tắc trước âm mũi cùng vị trí cấu âm bị câm. Đối với một số người nói (cụ thể là người trẻ), họ phát âm các âm vô thanh là âm tắc thanh hầu [ʔ] trong vị trí này và phân tách các âm hữu thanh thành tổ hợp âm mũi + âm thanh hầu cùng vị trí cấu âm ([mʔ], [nʔ] v.v.).
- /v/ phát âm là âm xát môi răng [v] ở đầu âm tiết (trước nguyên âm), và [β] hay [w] ở cuối âm tiết (trong một cụm phụ âm).[11] (tuy nhiên âm [v] phát âm như một âm tiếp cận, tương tự như /j/).
- Âm lượng 3 nhân đôi các âm tắc và tắc xát thường (⟨bb⟩, ⟨dd⟩, ⟨zz⟩, ⟨žž⟩, ⟨ddj⟩, ⟨gg⟩) được cho là hữu thanh (/bːb/, /dːd/, /dːd͡z/, /dːd͡ʒ/, /ɟːɟ/, /ɡːɡ/) hoặc hữu thanh một phần (/bːp/, /dːt/, /dːt͡s/, /dːt͡ʃ/, /ɟːc/, /ɡːk/).
- Âm vang (sonorant) vô thanh rất hiếm khi phát âm, nhưng phát âm thường xuyên hơn dưới dạng nhận thức về tha âm vị. Tổ hợp âm vang–âm /h/ cuối (/mh./, /nh./, /ŋh./, /vh./, /jh./, /lh./, /rh./) được phát âm là các âm vang vô thanh tương đương (/vh/ > /f/). Âm [ŋ̥] khá hiếm khi phát âm, chỉ xảy ra trong trường hợp này.
- Âm /h/ tại vị trí đầu đầu tổ hợp có âm tắc/tắc xát được phát âm bật hơi trước ([ʰp], [ʰt]).
- Âm /θ/ vô cùng hiếm khi phát âm.
- Khi /d/ nằm giữa hai âm tiết không có trọng âm, nó phát âm là [ð].[12]:17
- Tùy thuộc vào phương ngữ, cụm /tk/ thường phát âm là [tk], [θk], hoặc [sk].[12]:20[13]:155
- /tm/ có thể phát âm là [θm].[12]:20

#### Biến thể phương ngữ
Không phải phương ngữ Bắc Sami nào đều có kho phụ âm giống hệt nhau. Một số phương ngữ không tồn tại một số phụ âm, trong khi những phụ âm còn lại được phân bố khác nhau.

### Nguyên âm
Tiếng Bắc Sami có những nguyên âm sau:
|      | Ngắn  | Ngắn | Dài   | Dài | Kép   | Kép | Nửa dài | Nửa dài |
|      | Trước | Sau  | Trước | Sau | Trước | Sau | Trước   | Sau     |
| ---- | ----- | ---- | ----- | --- | ----- | --- | ------- | ------- |
| Đóng | i     | u    | iː    | uː  | ie̯    | uo̯  | i̯e      | u̯o      |
| Giữa | e     | o    | eː    | oː  | ea̯    | oɑ̯  | e̯a      | o̯ɑ      |
| Mở   | a     | a    | aː    | aː  |       |     | aˑ      | aˑ      |

Có tồn tại các nguyên âm kép đóng (ví dụ, ⟨ái⟩), nhưng chúng được ghép giữa một nguyên âm và bán nguyên âm /v/ hoặc /j/. Các bán nguyên âm vẫn phát âm dưới dạng phụ âm trong cụm.

## Chính tả
Tiếng Bắc Sami có lịch sử chính tả lâu đời, trong đó không ít hơn 9 chữ cái Latinh.

### Bảng chữ cái
Bảng chữ cái gần đây nhất được phê duyệt vào năm 1979, chỉnh sửa lần cuối năm 1985:
| Chữ cái | Tên | Phát âm                      | Âm tương đương trong tiếng Anh | Ghi chú |
| ------- | --- | ---------------------------- | ------------------------------ | --- |
| A a     | a   | /a/                          | spa                            | - Tây Finnmark: /aː/ (cách phát âm khác). - Đông Finnmark: /ɑ/ hoặc /ɑː/ (âm tiết có trọng âm), /a/ hoặc /aː/ (âm tiết không có trọng âm). |
| Á á     | á   | /aː/, /a/                    | chai                           | Đông Finnmark: /æ/ hoặc /æː/ (cách phát âm khác).                                                                                          |
| B b     | be  | /p/, /b/                     | bat                            | phát âm là /b/ trong cụm ⟨bb⟩ và ⟨bm⟩. |
| C c     | ce  | /ts/, /hts/                  | lets                           | phát âm là /hts/ sau một phụ âm hữu thanh.                                                                                                 |
| Č č     | če  | /tʃ/, /htʃ/                  | chew                           | phát âm là /htʃ/ sau một phụ âm hữu thanh.                                                                                                 |
| D d     | de  | /t/, /d/, /ð/                | do                             | - /d/ trong cụm ⟨dd⟩, ⟨dn⟩ và ⟨dnj⟩. - /ð/ giữa hai nguyên âm không có trọng âm.                                                           |
| Đ đ     | đe  | /ð/                          | this                           | |
| E e     | e   | /e/, /eː/                    | sleigh                         | |
| F f     | áf  | /f/                          | fun                            | |
| G g     | ge  | /k/, /ɡ/                     | go                             | - phát âm là /ɡ/ trong cụm ⟨gg⟩ và ⟨gŋ⟩. - Tây Finnmark: /d/ trong cụm ⟨gŋ⟩ để thay thế.                                                   |
| H h     | ho  | /h/                          | help                           | |
| I i     | i   | /i/, /iː/, /j/               | me                             | phát âm là /j/ sau một nguyên âm. |
| J j     | je  | /j/                          | yes                            | |
| K k     | ko  | /k/, /hk/, /kʰ/              | cat                            | - /hk/ sau một phụ âm hữu thanh. - /kʰ/ tại vị trí đầu của âm tiết có trong âm.                                                            |
| L l     | ál  | /l/                          | lip                            | |
| M m     | ám  | /m/                          | myth                           | |
| N n     | án  | /n/                          | no                             | |
| Ŋ ŋ     | áŋ  | /ŋ/                          | sing                           | Tây Finnmark: /ɲ/ (trừ vị trí đứng trước âm tắc ngạc mềm).                                                                                 |
| O o     | o   | /o/, /oː/                    | go                             | |
| P p     | pe  | /p/, /hp/, /pʰ/              | park                           | - /hp/ sau một phụ âm hữu thanh. - /pʰ/ tại vị trí đầu của âm tiết có trong âm.                                                            |
| R r     | ár  | /r/                          | (trilled) rat                  | |
| S s     | ás  | /s/                          | sip                            | |
| Š š     | áš  | /ʃ/                          | shed                           | |
| T t     | te  | /t/, /ht/, /tʰ/, /h(t)/, /θ/ | told                           | - /ht/ sau một phụ âm hữu thanh. - /tʰ/ tại vị trí đầu của âm tiết có trong âm. - /h(t)/ ở cuối từ. - /θ/ trong cụm tk.                    |
| Ŧ ŧ     | ŧe  | /θ/                          | thick                          | |
| U u     | u   | /u/, /uː/                    | do                             | |
| V v     | ve  | /v/                          | vex                            | |
| Z z     | ez  | /t͡s/, /d͡z/                   | rods                           | /d͡z/ trong cụm ⟨zz⟩. |
| Ž ž     | ež  | /t͡ʃ/, /d͡ʒ/                   | hedge                          | /d͡ʒ/ trong cụm ⟨žž⟩. |

Khi đánh máy, nếu không có cách nhập chính xác các chữ cái đặc biệt trong tiếng Bắc Sami (⟨Čč Đđ Ŋŋ Šš Ŧŧ Žž⟩) nào thì đôi khi có dấu sắc thay thế được đặt trên chữ cái Latinh tương ứng, hiện vẫn còn tìm thấy trong một số cuốn sách được in sau sự phê duyệt chính tả chính thức do hạn chế của hệ thống khi gõ.

### Các ký hiệu sử dụng trong tài liệu tham khảo
Trong các cuốn từ điển, sách nghiên cứu ngữ pháp và tài liệu tham khảo khác (bao gồm bài viết này) có bổ sung một số ký hiệu không dùng trong văn viết thông thường. Sámi-suoma sátnegirji của Pekka Sammallahti sử dụng các ký hiệu sau:
- Dấu dọc ˈ hay dấu lược và các dấu tương tự được đặt giữa hai phụ âm giống hẹt nhau để thể hiện một phụ âm cực dài (Q3), v.d. golˈli "vàng".
  - Dấu này có thể dùng trong cụm ⟨lˈj⟩ để thể hiện cụm phụ âm Q3 /lːj/.
- Dấu trường âm đặt trên các chữ cái nguyên âm thể hiện một nguyên âm dài (⟨ē⟩, ⟨ī⟩, ⟨ō⟩, ⟨ū⟩).
- Dấu nặng thể hiện một nguyên âm không có trọng âm được cắt ngắn (⟨ạ⟩, ⟨ẹ⟩, ⟨ọ⟩), tức là các nguyên âm trước có độ dài một nửa và các phụ âm thuộc nhóm Q3 cắt ngắn lại.

## Cú pháp
Tương tự như tiếng Anh và tiếng Việt, tiếng Bắc Sami có trật tự từ chủ-động-tân.